# Tyler Reddick
Tyler George Reddick (Corning, California, 11 de enero de 1996) es un piloto de automovilismo estadounidense. Compite a tiempo completo en la NASCAR Cup Series desde 2020, conduciendo para 23XI Racing. Es bicampeón en la NASCAR Xfinity Series, habiendo ganado los títulos de 2018 y 2019.

## Carrera

### Inicios
Reddick comenzó a correr a los cuatro años en Outlaw Karts. A temprana edad comenzó a competir en midgets, dirt late models y sprint cars. En 2012, hizo su debut en la ARCA Racing Series y la NASCAR K&N Pro Series East con 16 años, ganando en su única participación en esta última.
En 2013 debutó en NASCAR Camping World Truck Series, pero recién en 2015 hizo temporada completa con Brad Keselowski Racing. Con dos victorias, finalizó en segunda posición del campeonato de ese año, detrás de Erik Jones. En la temporada siguiente, no ingresó al playoff.

### NASCAR Xfinity Series
En 2017, Reddick fue contratado por Chip Ganassi Racing para competir a tiempo parcial en NASCAR Xfinity Series. En septiembre de ese año, ganó su primera carrera en el campeonato en Kentucky. Al año siguiente, compitió toda la temporada con JR Motorsports. Ganó la carrera inaugural de la temporada en Daytona, en el final más cerrado de la historia de NASCAR. Venció a su compañero Elliott Sadler con un margen de 0,0004 segundos. Aunque no volvió a ganar, clasificó al playoff y llegó a la ronda final. En la última carrera en Homestead, logró la victoria delante de Cole Custer y ganó el título de NASCAR Xfinity Series.
En 2019, Reddick cambió al equipo Richard Childress Racing (RCR) pensando en un posible ascenso a la Cup Series dentro del equipo. En una temporada con resultados mejores que en 2018, logró un total de seis victorias, incluyendo la ronda final de Homestead, lo que le valió su segundo tìtulo en la categoría.
Ya siendo piloto de Cup Series, Reddick ha vuelto a competir en Xfinity Series en 2021. En 2022, obtuvo la primera victoria del equipo Big Machine Racing en Texas.

### NASCAR Cup Series
Reddick debutó en la Cup Series en las 500 Millas de Daytona de 2019 con RCR. Inició la carrera en la anteúltima posición y se retiró de la carrera en la vuelta 191 tras estar involucrado en un accidente múltiple.
En abril, Reddick participó en la clasificación de Talladega, conduciendo para Beard Motorsports en lugar de Brendan Gaughan, quien compitió en la carrera del domingo. Dos carreras más tarde, en Kansas, Reddick compitió por segunda vez en la Cup Series y finalizó en novena posición.
La temporada 2020 fue su primera como piloto a tiempo completo de RCR. Ese año, logró finalizar entre los cinco mejores en tres ocasiones: Homestead, Texas y Bristol. Reddick, a diferencia de su compañero Austin Dillon, no ingresó a los playoffs y finalizó la temporada en 19.ª posición.

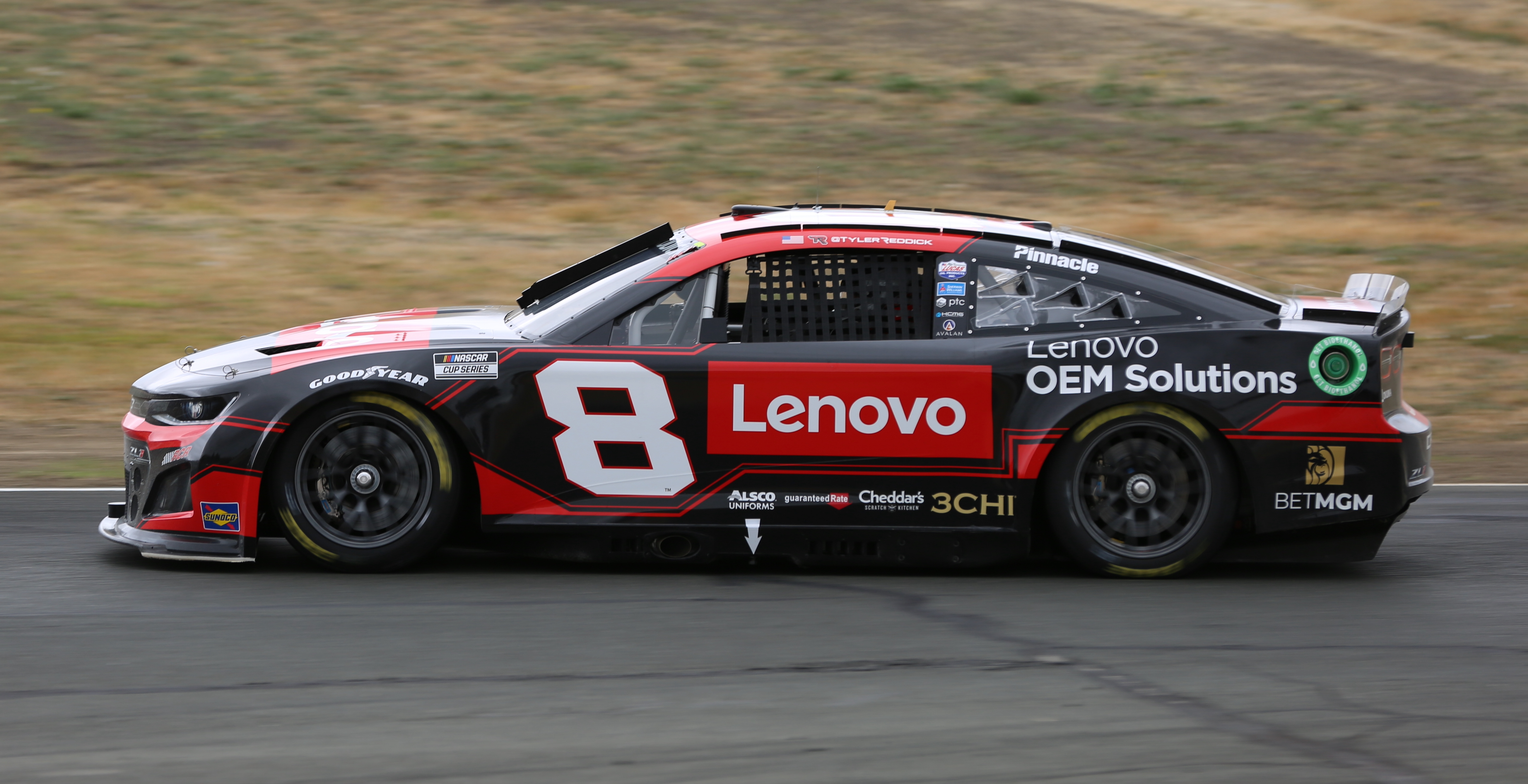
Tyler Reddick en la carrera de Sonoma de 2022.

En 2021, logró una mejor temporada, finalizando entre los diez mejores en un gran número de carreras. Esta vez, Reddick clasificó a los playoffs y Austin Dillon no, pero fue eliminado al finalizar la primera ronda. Finalizó 13.º en la temporada regular.
Al año siguiente, logró su primera victoria en NASCAR Cup Series. Fue en la carrera n.º 18 del campeonato en Road America, en julio, venciendo a Chase Elliott. De esta manera, recibió un pase a los playoffs. Días después del triunfo, Reddick anunció que abandonaría el equipo RCR al finalizar la temporada 2023 para competir con 23XI Racing. Reddick obtuvo su segundo triunfo poco después en Cup Series en Indianapolis y repitió en Texas.
Su fichaje por 23XI se adelantó para 2023, luego de confirmarse que Kurt Busch, lesionado en un accidente en Pocono, no podría competir en la temporada con el equipo. Su primera victoria con el nuevo equipo llegó en COTA. En los playoffs, ganó en Kansas y avanzó hasta la Ronda de 8.
En 2024, Reddick tuvo una mejor temporada, finalizando dentro de los 10 mejores con mayor frecuencia. Entró a los playoffs con dos victorias en Talladega y Michigan. Fue avanzando de rondas y se clasificó por primera vez a la definición del campeonato gracias a una victoria en Homestead, que obtuvo superando a Ryan Blaney en la última vuelta. Finalmente, en Phoenix, Reddick finalizó sexto, sin poder ser campeón.